# Wiata bebedja
Wiata bebedja är en insektsart som beskrevs av Irena Dworakowska 1981. Wiata bebedja ingår i släktet Wiata och familjen dvärgstritar. Inga underarter finns listade i Catalogue of Life.